# Rehab (Amy Winehouse)
Rehab is een nummer van de Britse soulzangeres Amy Winehouse. Het nummer, dat genomineerd werd voor een Grammy Award, is afkomstig van haar tweede studioalbum, Back to Black.

## Achtergrond
Rehab werd geproduceerd door Winehouse en Mark Ronson als hoofdsingle van het album. De single werd uitgebracht in januari 2007. De tekst van het nummer gaat over de weigeringen van Winehouse om zich op te laten nemen in een ontwenningskliniek om af te kicken van alcohol, nadat haar management haar had aangemoedigd dit te doen.
De term "Rehab" staat voor "rehabilitation clinic".
Winehouse zelf zegt over haar weigeringen:
I asked my dad if he thought I needed to go. He said no, but I should give it a try. So I did, for just 15 minutes. I went in said 'hello' and explained that I drink because I am in love and have fucked up the relationship. Then I walked out.
Vertaling: Ik vroeg mijn vader of hij vond dat ik moest gaan. Hij zei nee, maar geef het een kans. Dus dat deed ik, 15 minuten. Ik ging naar binnen, zei 'hallo' en legde uit dat ik drink omdat ik verliefd ben en mijn relatie heb verknald. Toen ging ik weer weg.
Later veranderde Winehouse van management.

## Videoclip
De videoclip van Rehab werd geregisseerd door Paul Griffin en kwam uit in september 2006. In de clip zie je de band spelen, gekleed in badjas en pyjama, terwijl Winehouse het nummer zingt. Het nummer begint met Winehouse die opstaat uit bed en naar de badkamer loopt. In het tweede couplet zit ze in een stoel bij een psychiater, die niet te zien is in de clip. De videoclip eindigt met Winehouse in een ziekenhuisbed en de band om haar heen.

## Ontvangst
De kritische ontvangst van Rehab was lovend. Het muziektijdschrift Rolling Stone noemde het een "nummer dat je móet horen" en een "Motown-winnaar met een goede beat en een "bad girl" met liefdesverdriet die vertelt als Etta James". People Magazine noemde het "een nummer dat direct in je geheugen gegrift staat", Billboard had het over de stem van Winehouse, een soort mix tussen Shirley Bassey en Ella Fitzgerald. Het nummer kwam op #7 in de lijst van 100 beste nummers uit 2007, verkozen door Rolling Stone.
Het nummer won drie Grammy Awards in 2008, in de categorieën Record of the Year, Song of the Year en Best Female Pop Performance.

### Hitlijsten
In de Amerikaanse Billboard Hot 100 kwam Rehab eerst niet verder dan de onderkant van de lijst, tot 23 juni 2007, toen het nummer steeg tot #10, waarna het uiteindelijk strandde op #9. In de Nederlandse Top 40 was dit ook het geval; na een paar weken onderaan te hebben gebungeld, steeg het nummer plots naar hogere plaatsen.

## Hitnoteringen

### Nederlandse Top 40
| Hitnotering: 17-02-2007 t/m 05-05-2007 | Hitnotering: 17-02-2007 t/m 05-05-2007 | Hitnotering: 17-02-2007 t/m 05-05-2007 | Hitnotering: 17-02-2007 t/m 05-05-2007 | Hitnotering: 17-02-2007 t/m 05-05-2007 | Hitnotering: 17-02-2007 t/m 05-05-2007 | Hitnotering: 17-02-2007 t/m 05-05-2007 | Hitnotering: 17-02-2007 t/m 05-05-2007 | Hitnotering: 17-02-2007 t/m 05-05-2007 | Hitnotering: 17-02-2007 t/m 05-05-2007 | Hitnotering: 17-02-2007 t/m 05-05-2007 | Hitnotering: 17-02-2007 t/m 05-05-2007 | Hitnotering: 17-02-2007 t/m 05-05-2007 | Hitnotering: 17-02-2007 t/m 05-05-2007 |
| Week:                                  | 1                                      | 2                                      | 3                                      | 4                                      | 5                                      | 6                                      | 7                                      | 8                                      | 9                                      | 10                                     | 11                                     | 12                                     |                                        |
| -------------------------------------- | -------------------------------------- | -------------------------------------- | -------------------------------------- | -------------------------------------- | -------------------------------------- | -------------------------------------- | -------------------------------------- | -------------------------------------- | -------------------------------------- | -------------------------------------- | -------------------------------------- | -------------------------------------- | -------------------------------------- |
| Positie:                               | 39                                     | 37                                     | 36                                     | 30                                     | 19                                     | 17                                     | 17                                     | 22                                     | 25                                     | 32                                     | 35                                     | 35                                     | uit                                    |

### NederlandseSingle Top 100
| Hitnotering: (Week 1 t/m 23) 13-01-2007 t/m 16-06-2007 Hitnotering (Week 24 t/m 27) 30-07-2011 t/m 20-08-2011 | Hitnotering: (Week 1 t/m 23) 13-01-2007 t/m 16-06-2007 Hitnotering (Week 24 t/m 27) 30-07-2011 t/m 20-08-2011 | Hitnotering: (Week 1 t/m 23) 13-01-2007 t/m 16-06-2007 Hitnotering (Week 24 t/m 27) 30-07-2011 t/m 20-08-2011 | Hitnotering: (Week 1 t/m 23) 13-01-2007 t/m 16-06-2007 Hitnotering (Week 24 t/m 27) 30-07-2011 t/m 20-08-2011 | Hitnotering: (Week 1 t/m 23) 13-01-2007 t/m 16-06-2007 Hitnotering (Week 24 t/m 27) 30-07-2011 t/m 20-08-2011 | Hitnotering: (Week 1 t/m 23) 13-01-2007 t/m 16-06-2007 Hitnotering (Week 24 t/m 27) 30-07-2011 t/m 20-08-2011 | Hitnotering: (Week 1 t/m 23) 13-01-2007 t/m 16-06-2007 Hitnotering (Week 24 t/m 27) 30-07-2011 t/m 20-08-2011 | Hitnotering: (Week 1 t/m 23) 13-01-2007 t/m 16-06-2007 Hitnotering (Week 24 t/m 27) 30-07-2011 t/m 20-08-2011 | Hitnotering: (Week 1 t/m 23) 13-01-2007 t/m 16-06-2007 Hitnotering (Week 24 t/m 27) 30-07-2011 t/m 20-08-2011 | Hitnotering: (Week 1 t/m 23) 13-01-2007 t/m 16-06-2007 Hitnotering (Week 24 t/m 27) 30-07-2011 t/m 20-08-2011 | Hitnotering: (Week 1 t/m 23) 13-01-2007 t/m 16-06-2007 Hitnotering (Week 24 t/m 27) 30-07-2011 t/m 20-08-2011 | Hitnotering: (Week 1 t/m 23) 13-01-2007 t/m 16-06-2007 Hitnotering (Week 24 t/m 27) 30-07-2011 t/m 20-08-2011 | Hitnotering: (Week 1 t/m 23) 13-01-2007 t/m 16-06-2007 Hitnotering (Week 24 t/m 27) 30-07-2011 t/m 20-08-2011 | Hitnotering: (Week 1 t/m 23) 13-01-2007 t/m 16-06-2007 Hitnotering (Week 24 t/m 27) 30-07-2011 t/m 20-08-2011 | Hitnotering: (Week 1 t/m 23) 13-01-2007 t/m 16-06-2007 Hitnotering (Week 24 t/m 27) 30-07-2011 t/m 20-08-2011 | Hitnotering: (Week 1 t/m 23) 13-01-2007 t/m 16-06-2007 Hitnotering (Week 24 t/m 27) 30-07-2011 t/m 20-08-2011 |
| Week: | 1 | 2 | 3 | 4 | 5 | 6 | 7 | 8 | 9 | 10 | 11 | 12 | 13 | 14 | 15 |
| --- | --- | --- | --- | --- | --- | --- | --- | --- | --- | --- | --- | --- | --- | --- | --- |
| Positie: | 82 | 57 | 45 | 35 | 36 | 30 | 14 | 28 | 22 | 22 | 24 | 21 | 30 | 29 | 27 |
| Week: | 16 | 17 | 18 | 19 | 20 | 21 | 22 | 23 | | 24 | 25 | 26 | 27 | | |
| Positie: | 38 | 43 | 42 | 55 | 70 | 65 | 56 | 92 | uit | 13 | 36 | 75 | 91 | uit | |

### VlaamseUltratop 50
| Hitnotering: (Week 1 t/m 18) 10-02-2007 t/m 09-06-2007 Hitnotering: (Week 19) 28-07-2007 Hitnotering: (Week 20 t/m 21) 18-08-2007 t/m 25-08-2007 Hitnotering: (Week 22 t/m 27) 12-01-2008 t/m 16-02-2008 Hitnotering: (Week 28 t/m 30) 01-20-2008 t/m 15-03-2008 | Hitnotering: (Week 1 t/m 18) 10-02-2007 t/m 09-06-2007 Hitnotering: (Week 19) 28-07-2007 Hitnotering: (Week 20 t/m 21) 18-08-2007 t/m 25-08-2007 Hitnotering: (Week 22 t/m 27) 12-01-2008 t/m 16-02-2008 Hitnotering: (Week 28 t/m 30) 01-20-2008 t/m 15-03-2008 | Hitnotering: (Week 1 t/m 18) 10-02-2007 t/m 09-06-2007 Hitnotering: (Week 19) 28-07-2007 Hitnotering: (Week 20 t/m 21) 18-08-2007 t/m 25-08-2007 Hitnotering: (Week 22 t/m 27) 12-01-2008 t/m 16-02-2008 Hitnotering: (Week 28 t/m 30) 01-20-2008 t/m 15-03-2008 | Hitnotering: (Week 1 t/m 18) 10-02-2007 t/m 09-06-2007 Hitnotering: (Week 19) 28-07-2007 Hitnotering: (Week 20 t/m 21) 18-08-2007 t/m 25-08-2007 Hitnotering: (Week 22 t/m 27) 12-01-2008 t/m 16-02-2008 Hitnotering: (Week 28 t/m 30) 01-20-2008 t/m 15-03-2008 | Hitnotering: (Week 1 t/m 18) 10-02-2007 t/m 09-06-2007 Hitnotering: (Week 19) 28-07-2007 Hitnotering: (Week 20 t/m 21) 18-08-2007 t/m 25-08-2007 Hitnotering: (Week 22 t/m 27) 12-01-2008 t/m 16-02-2008 Hitnotering: (Week 28 t/m 30) 01-20-2008 t/m 15-03-2008 | Hitnotering: (Week 1 t/m 18) 10-02-2007 t/m 09-06-2007 Hitnotering: (Week 19) 28-07-2007 Hitnotering: (Week 20 t/m 21) 18-08-2007 t/m 25-08-2007 Hitnotering: (Week 22 t/m 27) 12-01-2008 t/m 16-02-2008 Hitnotering: (Week 28 t/m 30) 01-20-2008 t/m 15-03-2008 | Hitnotering: (Week 1 t/m 18) 10-02-2007 t/m 09-06-2007 Hitnotering: (Week 19) 28-07-2007 Hitnotering: (Week 20 t/m 21) 18-08-2007 t/m 25-08-2007 Hitnotering: (Week 22 t/m 27) 12-01-2008 t/m 16-02-2008 Hitnotering: (Week 28 t/m 30) 01-20-2008 t/m 15-03-2008 | Hitnotering: (Week 1 t/m 18) 10-02-2007 t/m 09-06-2007 Hitnotering: (Week 19) 28-07-2007 Hitnotering: (Week 20 t/m 21) 18-08-2007 t/m 25-08-2007 Hitnotering: (Week 22 t/m 27) 12-01-2008 t/m 16-02-2008 Hitnotering: (Week 28 t/m 30) 01-20-2008 t/m 15-03-2008 | Hitnotering: (Week 1 t/m 18) 10-02-2007 t/m 09-06-2007 Hitnotering: (Week 19) 28-07-2007 Hitnotering: (Week 20 t/m 21) 18-08-2007 t/m 25-08-2007 Hitnotering: (Week 22 t/m 27) 12-01-2008 t/m 16-02-2008 Hitnotering: (Week 28 t/m 30) 01-20-2008 t/m 15-03-2008 | Hitnotering: (Week 1 t/m 18) 10-02-2007 t/m 09-06-2007 Hitnotering: (Week 19) 28-07-2007 Hitnotering: (Week 20 t/m 21) 18-08-2007 t/m 25-08-2007 Hitnotering: (Week 22 t/m 27) 12-01-2008 t/m 16-02-2008 Hitnotering: (Week 28 t/m 30) 01-20-2008 t/m 15-03-2008 | Hitnotering: (Week 1 t/m 18) 10-02-2007 t/m 09-06-2007 Hitnotering: (Week 19) 28-07-2007 Hitnotering: (Week 20 t/m 21) 18-08-2007 t/m 25-08-2007 Hitnotering: (Week 22 t/m 27) 12-01-2008 t/m 16-02-2008 Hitnotering: (Week 28 t/m 30) 01-20-2008 t/m 15-03-2008 | Hitnotering: (Week 1 t/m 18) 10-02-2007 t/m 09-06-2007 Hitnotering: (Week 19) 28-07-2007 Hitnotering: (Week 20 t/m 21) 18-08-2007 t/m 25-08-2007 Hitnotering: (Week 22 t/m 27) 12-01-2008 t/m 16-02-2008 Hitnotering: (Week 28 t/m 30) 01-20-2008 t/m 15-03-2008 | Hitnotering: (Week 1 t/m 18) 10-02-2007 t/m 09-06-2007 Hitnotering: (Week 19) 28-07-2007 Hitnotering: (Week 20 t/m 21) 18-08-2007 t/m 25-08-2007 Hitnotering: (Week 22 t/m 27) 12-01-2008 t/m 16-02-2008 Hitnotering: (Week 28 t/m 30) 01-20-2008 t/m 15-03-2008 | Hitnotering: (Week 1 t/m 18) 10-02-2007 t/m 09-06-2007 Hitnotering: (Week 19) 28-07-2007 Hitnotering: (Week 20 t/m 21) 18-08-2007 t/m 25-08-2007 Hitnotering: (Week 22 t/m 27) 12-01-2008 t/m 16-02-2008 Hitnotering: (Week 28 t/m 30) 01-20-2008 t/m 15-03-2008 | Hitnotering: (Week 1 t/m 18) 10-02-2007 t/m 09-06-2007 Hitnotering: (Week 19) 28-07-2007 Hitnotering: (Week 20 t/m 21) 18-08-2007 t/m 25-08-2007 Hitnotering: (Week 22 t/m 27) 12-01-2008 t/m 16-02-2008 Hitnotering: (Week 28 t/m 30) 01-20-2008 t/m 15-03-2008 | Hitnotering: (Week 1 t/m 18) 10-02-2007 t/m 09-06-2007 Hitnotering: (Week 19) 28-07-2007 Hitnotering: (Week 20 t/m 21) 18-08-2007 t/m 25-08-2007 Hitnotering: (Week 22 t/m 27) 12-01-2008 t/m 16-02-2008 Hitnotering: (Week 28 t/m 30) 01-20-2008 t/m 15-03-2008 | Hitnotering: (Week 1 t/m 18) 10-02-2007 t/m 09-06-2007 Hitnotering: (Week 19) 28-07-2007 Hitnotering: (Week 20 t/m 21) 18-08-2007 t/m 25-08-2007 Hitnotering: (Week 22 t/m 27) 12-01-2008 t/m 16-02-2008 Hitnotering: (Week 28 t/m 30) 01-20-2008 t/m 15-03-2008 | Hitnotering: (Week 1 t/m 18) 10-02-2007 t/m 09-06-2007 Hitnotering: (Week 19) 28-07-2007 Hitnotering: (Week 20 t/m 21) 18-08-2007 t/m 25-08-2007 Hitnotering: (Week 22 t/m 27) 12-01-2008 t/m 16-02-2008 Hitnotering: (Week 28 t/m 30) 01-20-2008 t/m 15-03-2008 | Hitnotering: (Week 1 t/m 18) 10-02-2007 t/m 09-06-2007 Hitnotering: (Week 19) 28-07-2007 Hitnotering: (Week 20 t/m 21) 18-08-2007 t/m 25-08-2007 Hitnotering: (Week 22 t/m 27) 12-01-2008 t/m 16-02-2008 Hitnotering: (Week 28 t/m 30) 01-20-2008 t/m 15-03-2008 |
| Week: | 1 | 2 | 3 | 4 | 5 | 6 | 7 | 8 | 9 | 10 | 11 | 12 | 13 | 14 | 15 | 16 | 17 | 18 |
| --- | --- | --- | --- | --- | --- | --- | --- | --- | --- | --- | --- | --- | --- | --- | --- | --- | --- | --- |
| Positie: | 48 | 40 | 22 | 15 | 16 | 13 | 10 | 13 | 13 | 17 | 21 | 21 | 24 | 34 | 42 | 39 | 46 | 48 |
| Week: | | 19 | | 20 | 21 | | 22 | 23 | 24 | 25 | 26 | 27 | | 28 | 29 | 30 | | |
| Positie: | uit | 46 | uit | 49 | 46 | uit | 38 | 31 | 35 | 44 | 41 | 42 | uit | 26 | 24 | 40 | uit | |

### NPO Radio 2 Top 2000
| Nummer met noteringen in de NPO Radio 2 Top 2000 | '07 | '08  | '09 | '10 | '11 | '12 | '13 | '14 | '15 | '16 | '17 | '18 | '19 | '20 | '21 | '22 | '23 | '24 |
| ------------------------------------------------ | --- | ---- | --- | --- | --- | --- | --- | --- | --- | --- | --- | --- | --- | --- | --- | --- | --- | --- |
| Rehab                                            | 322 | 1510 | 758 | 453 | 184 | 342 | 567 | 449 | 426 | 407 | 481 | 369 | 564 | 507 | 549 | 828 | 732 | 707 |

1. ↑  Een vetgedrukt getal geeft de hoogste notering aan.
2. ↑  2007 was het eerste jaar met een notering voor dit nummer.

## Tracklist
Cd 1 VK
1. "Rehab" (albumversie)
2. "Do Me Good"

Cd 2 VK
1. "Rehab" (albumversie)
2. "Close to Front"
3. "Rehab" (Ded-remix)